# فاليكورسيا
فاليكورسيا هي كومونا في مقاطعة فروزينوني في منطقة لاتسيو الإيطالية، التي تقع على بعد حوالي 90 كيلومتر (56 ميل) جنوب شرق روما وحوالي 20 كيلومتر (12 ميل) جنوب فروزينوني في منطقة مونتي أوسوني. يعتمد اقتصاد البلدة على إنتاج الزيتون

## تاريخ
تُعرف المدينة بأنها منطقة محصنة منذ القرن التاسع الميلادي تقريبًا، المبنى القديم هو القلعة المحطمة التي دمرت في إحدى المعارك. وتحد القلعة القديمة بين الولايات البابوية ومملكة نابولي.

## علاقات دولية
توأمة توأمة فاليكورسيا مع:
- مونتي سانت أنجلو، إيطاليا (منذ 2009)

## روابط خارجية
- الموقع الرسمي